# Tiberio Julio Abdes Pantera
Tiberio Julio Abdes Pantera (c. 22 a. C.–40 d. C.; en latín: Tiberius Iulius Abdes Pantera, también escrito Pantero, Pandira o Pandera) fue un soldado romano cuya lápida se encontró en Bingerbrück, cerca de Bingen am Rhein, Alemania, en 1859. 
Ciertos estudiosos han procurado conectar a este legionario con el presunto padre de Jesús de Nazaret, hipótesis basada en la afirmación del antiguo filósofo griego Celso quien describió a Jesús como el resultado del adulterio de su madre María con un soldado romano llamado «Panthera».
El libro de Celso, Discurso verdadero (en griego: Λόγος Ἀληθής, Logos Alēthēs) se ha perdido, por lo que la referencia se basa en la obra apologética de Orígenes, llamada Contra Celso (en griego: Κατὰ Κέλσου, Kata Kelsou; en latín: Contra Celsum). El Talmud y el escrito judío medieval conocido como Toledot Yeshu, retomaron esta información, refiriéndose a Jesús de Nazaret como «Yeshu ben Pantera», que se traduce como «Jesús, hijo de Pantera». Los principales estudiosos consideran improbable la hipótesis dado que hay escasa evidencia que respalde la paternidad de Pantera fuera de los textos griegos y judíos.
Quienes defienden esta hipótesis sostienen que Tiberio Pantera podría haber estado sirviendo en la región en el momento de la concepción de Jesús. Históricamente, el nombre Pantera no es inusual y se usaba entre los soldados romanos.

## Lápida sepulcral

### Descubrimiento

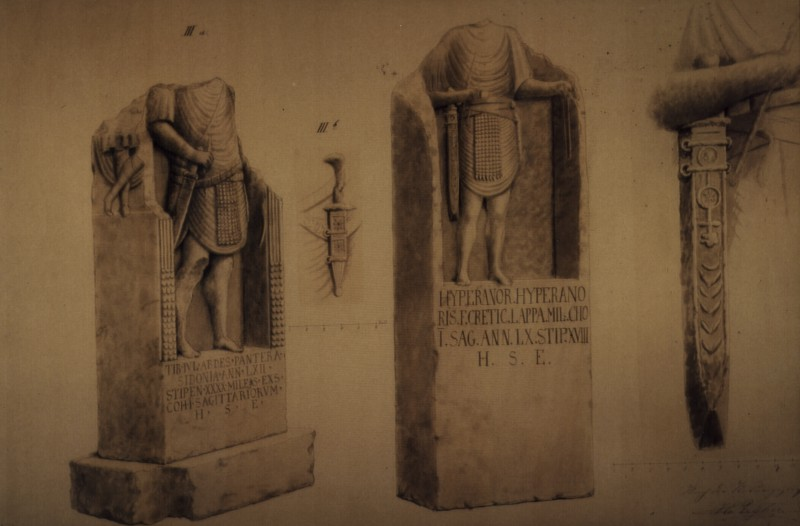
Las lápidas romanas en Bingerbrück, Alemania, como se ilustra cuando fueron publicadas. La de Tiberio Julio Abdes Pantera está a la izquierda.

En octubre de 1859, durante la construcción de un ferrocarril en Bingerbrück en Alemania, se descubrieron accidentalmente lápidas para nueve soldados romanos. Una de las lápidas fue la de Tiberio Julio Abdes Pantera y actualmente se conserva en el museo Römerhalle en Bad Kreuznach, Alemania.
La inscripción (CIL XIII 7514) en la lápida de Abdes Pantera dice:
| Tib(erius) Iul(ius) Abdes Pantera Sidonia ann(orum) LXII stipen(diorum) XXXX miles ex{s} coh(orte) I sagittariorum h(ic) s(itus) e(st) | Tiberio Julio Abdes Pantera de Sidón, de 62 años sirvió 40 años, soldado de la primera cohorte de arqueros yace aquí |

### Análisis
El nombre Pantera es griego, aunque en la inscripción aparece en latín. Tal vez era su apelativo y se refiere al animal homónimo. Los nombres de Tiberius Julius son nombres adquiridos y probablemente se le dieron en reconocimiento a su servicio en el ejército romano cuando obtuvo la ciudadanía romana. El nombre Abdes significa, probablemente, «siervo de Eshmún» (forma latina del arameo Ebed ʾEšmun) y sugiere que Pantera provenía de un ambiente semítico.  Según la lápida provenía de Sidón en Fenicia, y se unió a la Cohors I Sagittariorum (primera cohorte de arqueros).
Pantera no era un nombre inusual, y su uso se remonta al menos al siglo II. Antes de finales del siglo XIX, en diversos momentos de la historia los estudiosos habían planteado la hipótesis de que el nombre Pantera era un nombre poco común o incluso inventado, pero en 1891 el arqueólogo francés C. S. Clermont-Ganneau demostró que era un nombre que era en uso en Judea por otras personas y Adolf Deissmann luego demostró con certeza que era un nombre común en ese momento, y que era especialmente común entre los soldados romanos.
En ese momento, los alistamientos del ejército romano eran de 25 años y Pantera sirvió 40 años en el ejército hasta su muerte a los 62 años. El reinado del emperador Tiberio ocurrió entre los años 14 y 37 d. C., y la Cohors I Sagittariorum estuvo estacionada en Palestina hasta el año 6y luego en Bingen donde fue hallada la lápida; Pantera era probablemente el abanderado (signifer) de su cohorte.

## Contexto histórico del nombre

### Uso por Celso en elsigloII
En el siglo II, el filósofo griego Celso escribió que el padre de Jesús era un soldado romano llamado Pantera. Las opiniones de Celso obtuvieron respuestas de Orígenes, que las consideró una historia inventada. La afirmación de Celso solo se conoce a partir de la respuesta de Orígenes. Orígenes escribe:
Volvamos, sin embargo, a las palabras puestas en la boca del judío, donde se describe que «la madre de Jesús» fue «expulsada por el carpintero que estaba comprometido con ella, ya que había sido condenada por adulterio y tenía un niño de cierto soldado llamado Pantera».
La amplia crítica de Celso al cristianismo incluía las afirmaciones de que los cristianos habían abandonado las leyes de sus padres, que sus mentes habían sido cautivas por Jesús y que las enseñanzas de Jesús no incluían nada nuevo y eran simplemente una repetición de los dichos de los filósofos griegos. Marcus J. Borg y John Dominic Crossan señalan que, dado el antagonismo de Celso hacia el cristianismo, su sugerencia de la paternidad romana de Jesús podría derivarse de la memoria de las operaciones militares romanas que reprimieron una revuelta en Séforis (cerca de Nazaret), alrededor del tiempo del nacimiento de Jesús. El «nombre legionario común» Pantera podría haber surgido de una conexión satírica entre «Panther» y la palabra griega «Parthenos» que significa virgen.

### Uso judío en la Edad Media
La historia de que Jesús era hijo de un hombre llamado Pantera se menciona en el Talmud, en el que se entiende ampliamente que Jesús es la figura conocida como «ben Stadá» (Shabat 104b):
Se enseñó en una baraita que el rabino Eliezer les dijo a los rabinos: «¿No sacó el infame ben Stadá hechizos mágicos de Egipto en un rasguño en su carne?» Le dijeron: «Era un tonto, y no puedes citar pruebas de un tonto» [...]. ¿Por qué lo llamaron ben Stadá, cuando era hijo de Pantera?. El rabino Hisdá dijo: «El esposo de su madre, quien actuó como su padre, se llamaba Stadá, pero el que tenía relaciones con su madre y lo engendraba se llamaba Pantera». La Guemará pregunta: «¿No era Pappos ben Yehuda el marido de su madre? Más bien, su madre se llamó Stadá y él fue nombrado ben Stadá en honor a ella». La Guemará pregunta: «¿Pero no era su madre Miriam, quien trenzaba el cabello de las mujeres?». La Guemará explica: [...] «Más bien, Stadá no era más que un apodo, como dicen en Pumbedita: ‹ella se separó [satath da] de su marido›».
Peter Schäfer explica este pasaje como un comentario diseñado para aclarar los múltiples nombres utilizados para referirse a Jesús, concluyendo con la explicación de que él era el hijo de «Pantera», amante de su madre, pero era conocido como «hijo de (ben) Stadá», porque este nombre fue dado a su madre, siendo «un epíteto que deriva de la raíz hebrea/aramea sat.ah/sete' (‹desviarse del camino correcto, extraviarse, ser infiel›). En otras palabras, su madre Miriam también fue llamada ‹Stadá› porque era una sotah, una mujer sospechosa, o más bien condenada, de adulterio». Algunas de las referencias nombran explícitamente a Jesús («Yeshu») como el «hijo de Pandera»: estas conexiones explícitas se encuentran en el Tosefta, pero no en el Talmud de Babilonia.
El libro Toledot Yeshu, que data de la Edad Media y apareció en arameo y hebreo como una crónica satírica anticristiana de Jesús, también se refiere al nombre de Pantera o Pandera. El libro acusa a Jesús de nacimiento ilegítimo como hijo de Pandera, y de actividades heréticas y a veces violentas junto con sus seguidores durante su ministerio.
A lo largo de los siglos, los eruditos cristianos y judíos generalmente solo han prestado poca atención al Toledot Yeshu. Robert E. Van Voorst afirma que los orígenes literarios de Toledot Yeshu no se pueden rastrear con certeza, y dado que es poco probable que fuera escrito antes del siglo IV, es demasiado tardío para incluir recuerdos auténticos de Jesús. La naturaleza del Toledot Yeshu como una parodia de los evangelios cristianos se manifiesta en la afirmación de que el apóstol Pedro fingió ser cristiano para poder separarlos de los judíos y su representación de Judas Iscariote como un héroe que se hizo pasar por un discípulo de Jesús para detener a los cristianos.
Bruce Chilton y Craig A. Evans afirman que el Toledot Yeshu consiste principalmente en historias anticristianas ficticias basadas en la fricción continua con los judíos, y que no ofrece ningún valor a la investigación histórica sobre Jesús. El Blackwell Companion to Jesus afirma que el Toledot Yeshu no tiene hechos históricos como tal, y probablemente fue creado como una herramienta para evitar las conversiones al cristianismo.
Por otro lado, el Talmud de Jerusalén fue compilado entre 200 d. C. (aproximadamente en la época de Celso) y alrededor de 500 d. C. Sin embargo, las conexiones explícitas encontradas en el Talmud de Jerusalén se debaten porque el nombre «Jesús» («Yeshu») se encuentra solo en un glosa marginal en algunos manuscritos, pero otros estudiosos concluyen que estaba en las versiones originales.

### Literatura eclesiástica etíope
Un soldado llamado Pantos/Pantera también aparece dos veces en los documentos de la iglesia etíope. En el primer libro de los macabeos etíope aparece como uno de los tres hermanos que resiste la invasión seléucida de Judea. Dentro del texto en sí mismo se le cita como recibiendo su nombre por la acción de estrangular a las panteras con sus propias manos. Este nombre y personaje también aparece en el texto del Synaxarion etíope (Tahisas 25), donde es recordado junto con sus hermanos en el canon de los santos etíopes. Ningún texto hace una identificación clara de esta figura con los relatos legendarios de la ascendencia paterna de Cristo.

## Hipótesis sobre la conexión con Jesús
Una conexión entre las dos Panteras ha sido hipotetizada por James Tabor. La teoría de Tabor depende del supuesto de que la información de Celso sobre la paternidad de Jesús era correcta y que un soldado con este nombre, que vivía en el período correcto, podría haber sido el padre de Jesús. La carrera de Tiberio Julio Abdes Pantera lo ubicaría en Judea como un hombre joven en la época de la concepción de Jesús.
El teólogo Maurice Casey rechazó la hipótesis de Tabor, señalando la ausencia de evidencias presentadas por este. Raymond E. Brown concuerda al señalar que la historia de Pantera es una explicación fantasiosa del nacimiento de Jesús, que incluye muy poca evidencia histórica.